# Гржебин, Товий Зиновьевич
Товий Зиновьевич Гржебин (1922, Берлин — 7 июля 1994, Париж) — французский физик, экономист и предприниматель, издатель.

## Биография
Младший ребёнок в семье издателя З. И. Гржебина (1877—1929), родившийся вскоре после переезда семьи из Петрограда в Европу. С 1924 г. жил в Париже. Брат балерины и руководительницы школы характерных танцев в Париже Ирины Гржебиной (1907—1994), балерины и мемуаристки Елены Гржебиной (1909—1990) и балерины и педагога Лии Гржебиной (1906—1989), дядя французского экономиста и философа Андре Гржебина (р. 1948).
Окончил русскую гимназию в Париже, Факультет наук Парижского университета.
Соавтор исследования о реформе международной монетарной системы. Организатор Международного коллоквиума по экономике «Спад и подъём» (1984).
Работал советником в Парламенте Франции.
В 1992—1993 гг. — владелец парижского Издательства Товия Гржебина, выпустившего шесть книг на русском языке (все отпечатаны в Петербурге). Арт-директором издательства был И. Н. Толстой.

## Книги
- La reforme du systeme monetaire international. Paris, 1973 (в соавторстве с Андреем Гржебиным)
- Contribution à l'étude des apports de poussière cosmique sur la terre / Tovy Grjebine, 1971 [Thèse]
- Récession et relance 1984 de Tovy Grjebine et Colloque d'étude des politiques économiques Récession et relance